# St-Dominique (Vieux-Thann)

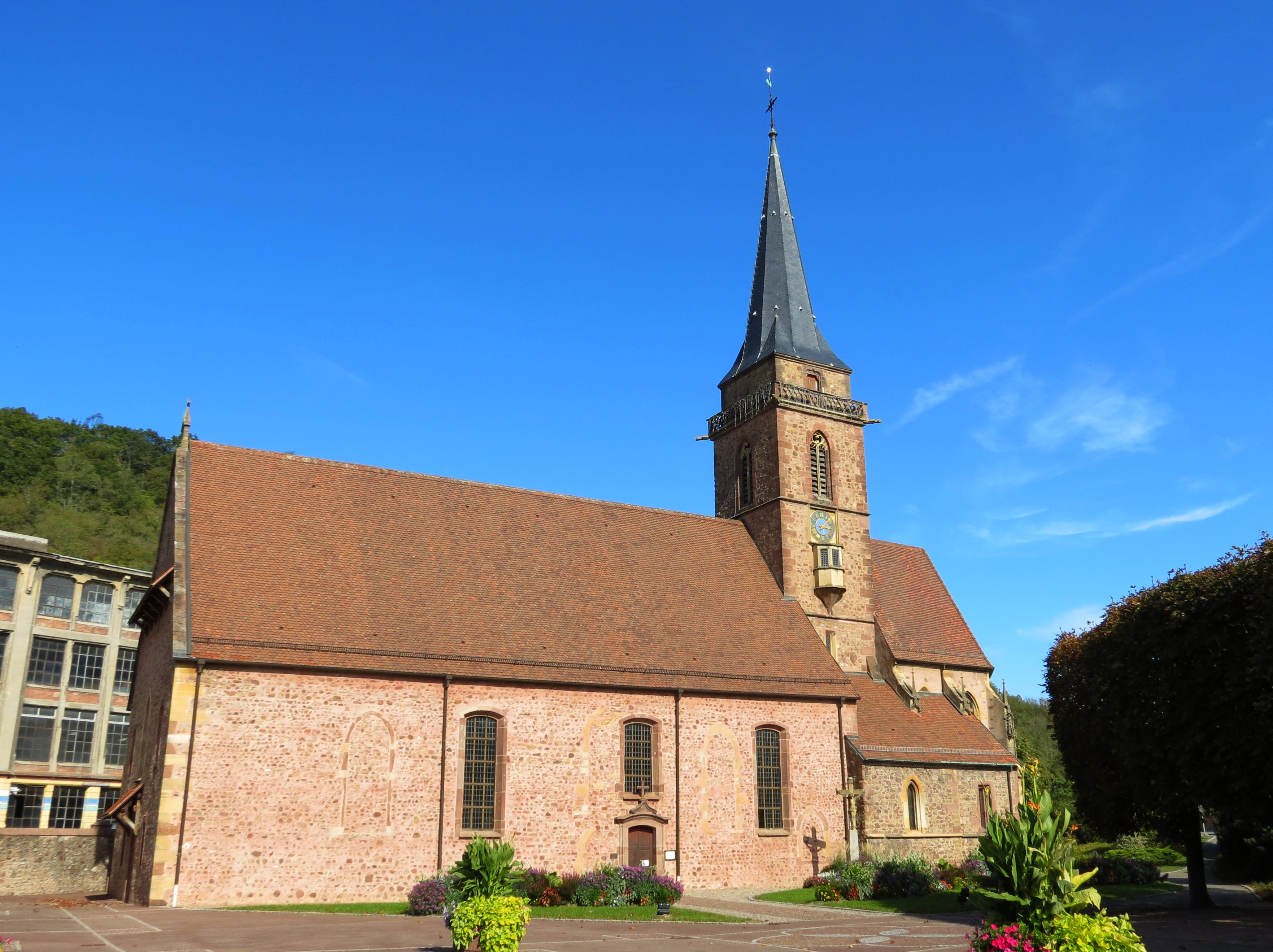
Kirche Saint-Dominique in Vieux-Thann

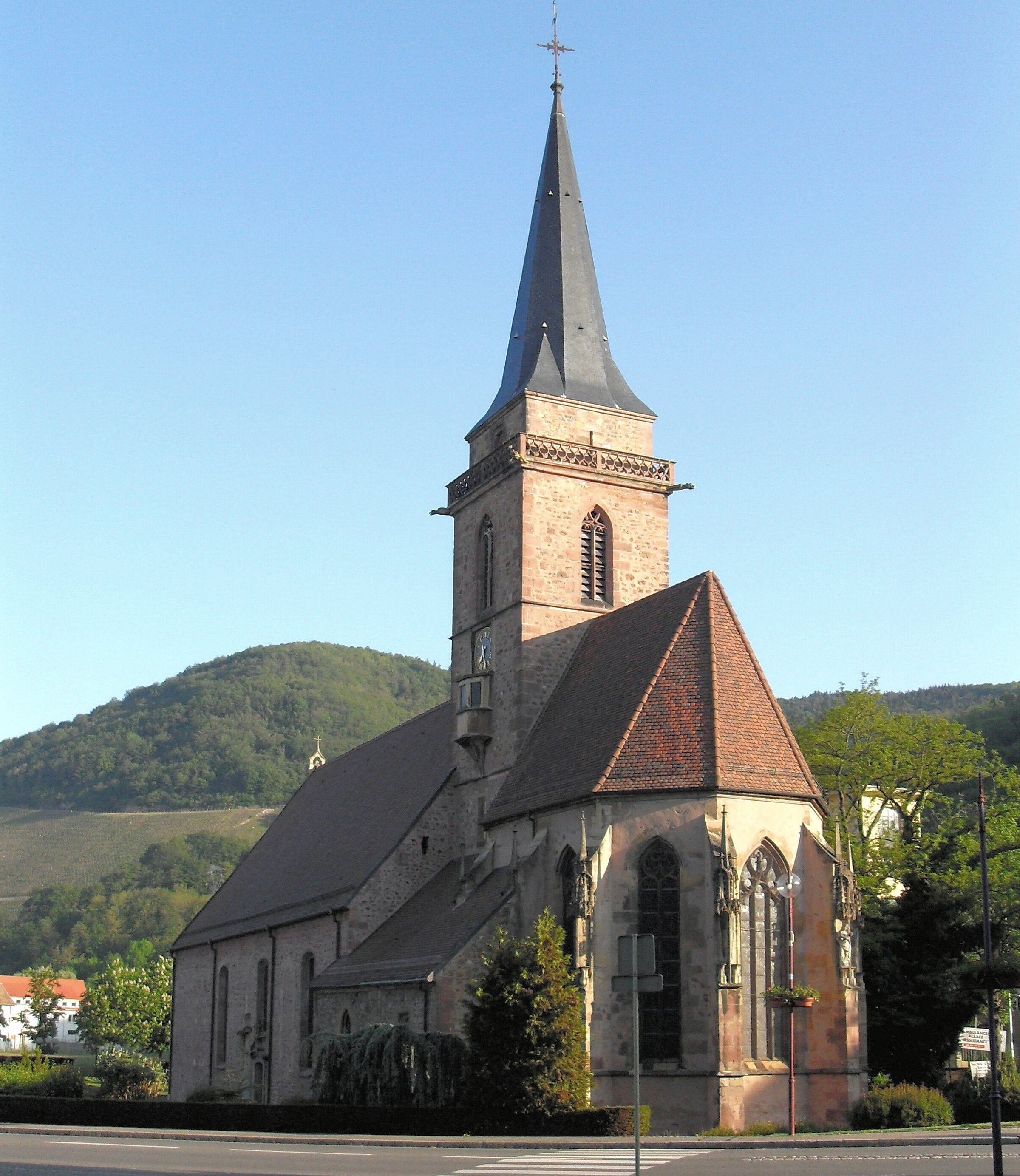
Südostseite der Kirche mit Chorturm

Saint-Dominique (dt.: Heiliger Dominikus) ist eine römisch-katholische Kirche in der elsässischen Gemeinde Vieux-Thann im Département Haut-Rhin der Region Grand Est. Vieux-Thann gehört zum Arrondissement Thann-Guebwiller und zur Communauté de communes Thann-Cernay. Seit 2003 besteht eine Gemeindepartnerschaft mit der Ortschaft Rammersweier, einem Stadtteil von Offenburg (Baden-Württemberg). Die Kirche steht als Monument historique unter Denkmalschutz.

## Baugeschichte
Die 991 von dem damaligen Bischof von Straßburg gegründete Kirche von Vieux-Thann ist eine der ältesten Marienkirchen im Elsass. Bekannt wurde sie durch die mittelalterlichen Marienwallfahrten, darunter der Zünfte der Spielleute, Leinenweber und Winzer. Der Ort gehörte zur Herrschaft Thann. Die Kirche war bis 1389 die Mutterkirche von Thann.
Von dem Kirchenbau des 12. und 13. Jahrhunderts haben sich erhalten: die Untergeschosse des Kirchturms, der damals als Chorturm gedient hat, und die Michaelskapelle daneben. 1289 wurde neben der Kirche ein Beginenhof errichtet. Das Kloster der Beginen gelangte 1441 an die regulierten Klosterfrauen des hl. Augustinus und wurde 1534 von den Dominikanerinnen übernommen, die bis zur Französischen Revolution dort blieben.
Nachdem englische Truppen die Kirche 1376 im Hundertjährigen Krieg schwer beschädigt hatten, wurde das Kirchenschiff bis 1399 im gotischen Stil neu errichtet. Der spätgotische Chor stammt aus dem ersten Viertel des 15. Jahrhunderts. 1444 wurde die Kirche durch die Armagnaken bei einem Brand erneut zerstört sowie 1468 wiederum durch die Schweizer. Rund 20 Jahre dauerte der anschließende Wiederaufbau durch den Baumeister der Thanner Stiftskirche Jörg Kaltenbrunner. Nach weiteren Zerstörungen durch die Sundgauer Bauern (1525) nahm sein Nachfolger Remigius Faesch Veränderungen vor und schmückte die Kirche weiter aus.
Ab 1769 hat Architekt Jean-Baptiste Chassain dem Zeitstil entsprechende Veränderungen veranlasst: Die gotischen Spitzbogenfenster des Kirchenschiffs wurden durch Fensteröffnungen mit Segmentbogen ersetzt und der Zugang vom Kirchenschiff zur Michaelskapelle geschlossen.
Anfang des 19. Jahrhunderts erfolgte der Abriss der größeren Gebäude des Dominikanerinnenklosters. Außerdem wurde der Glockenturm auf dem Dach des Kirchenschiffs abgebrochen und durch einen Glockengiebel ersetzt. 1823 weihte man die bisherige Kirche Notre Dame dem Heiligen Dominikus als Erinnerung an die Dominikanerinnen; seitdem heißt sie Église Saint-Dominique. Die im Ersten Weltkrieg schwer beschädigte Kirche musste in den Jahren 1919 bis 1925 restauriert werden. Anlässlich der Sanierungsarbeiten nach 1945 wurde der Glockengiebel abgebrochen und nur ein kleiner Giebelreiter belassen.

## Architektur

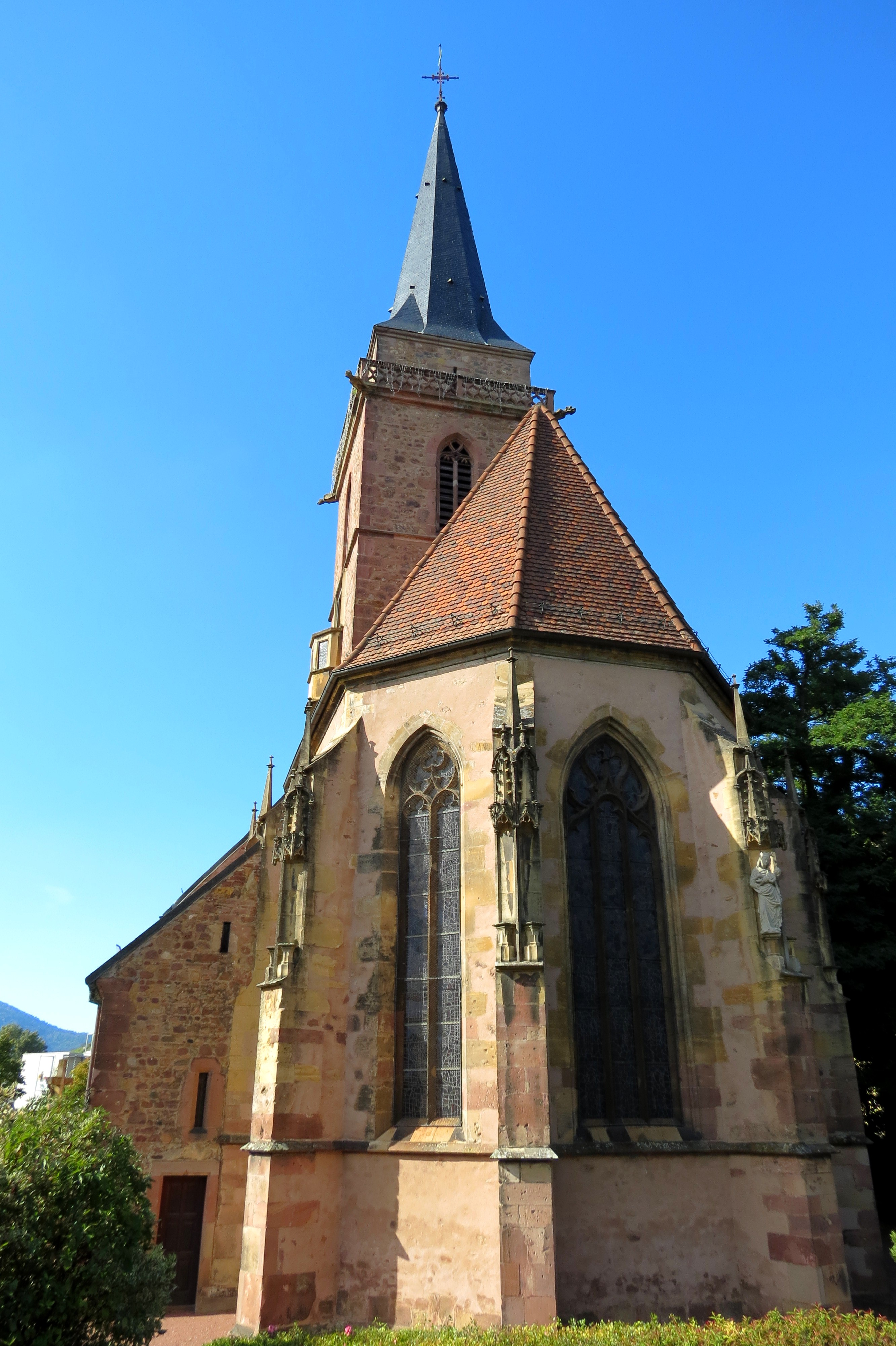
Spätgotischer Chor mit Strebepfeilern (15. Jh.)

Der auf Fundamenten des 12. Jahrhunderts ruhende Chorturm schließt mit einem Spitzhelm ab. Unterhalb der Turmuhr sitzt im Süden ein polygonaler Erker. Das oberste Geschoss ist leicht zurückgesetzt; die entstandene Galerie ist von einer Maßwerk-Balustrade umgeben.
Die einschiffige flachgedeckte Saalkirche wurde aus rotem Sandstein errichtet. An das Kirchenschiff mit Segmentbogenfenstern schließt sich ein gewölbter zweijochiger Chor mit fünfseitiger Apsis an. Die Strebepfeiler des Chors haben doppelte Baldachine für Statuen. Dazwischen sitzen spitzbogige Maßwerkfenster. In einer Fiale steht die bekannte Strebepfeiler-Madonna aus dem 15. Jahrhundert.
Der Schlussstein des Chorgewölbes enthält eine Darstellung der Krönung Mariens. Das Turmjoch ist mit 1511 datiert; der Gewölbeschlussstein zeigt das Wappen Vorderösterreichs. Trotz vieler Veränderungen und Umbauten blieb der gotische Stil im Inneren erhalten, während er am Außenbau nur noch im Chorbereich sichtbar ist. Der 1516 von Remigius Faesch eingebaute Lettner wurde 1769 abgerissen und teilweise als Unterbau für die Westempore wiederverwendet.
An der westlichen Giebelseite befindet sich ein einfaches spitzbogiges Eingangsportal. Über dem geneigten Schutzdach sitzt ein großes Fenster mit Spitzbogen. Alle anderen Fenster des Schiffs sind mit Segmentbögen ausgeführt. Ein kleiner Giebelreiter mit Glocke bekrönt die Giebelfront.

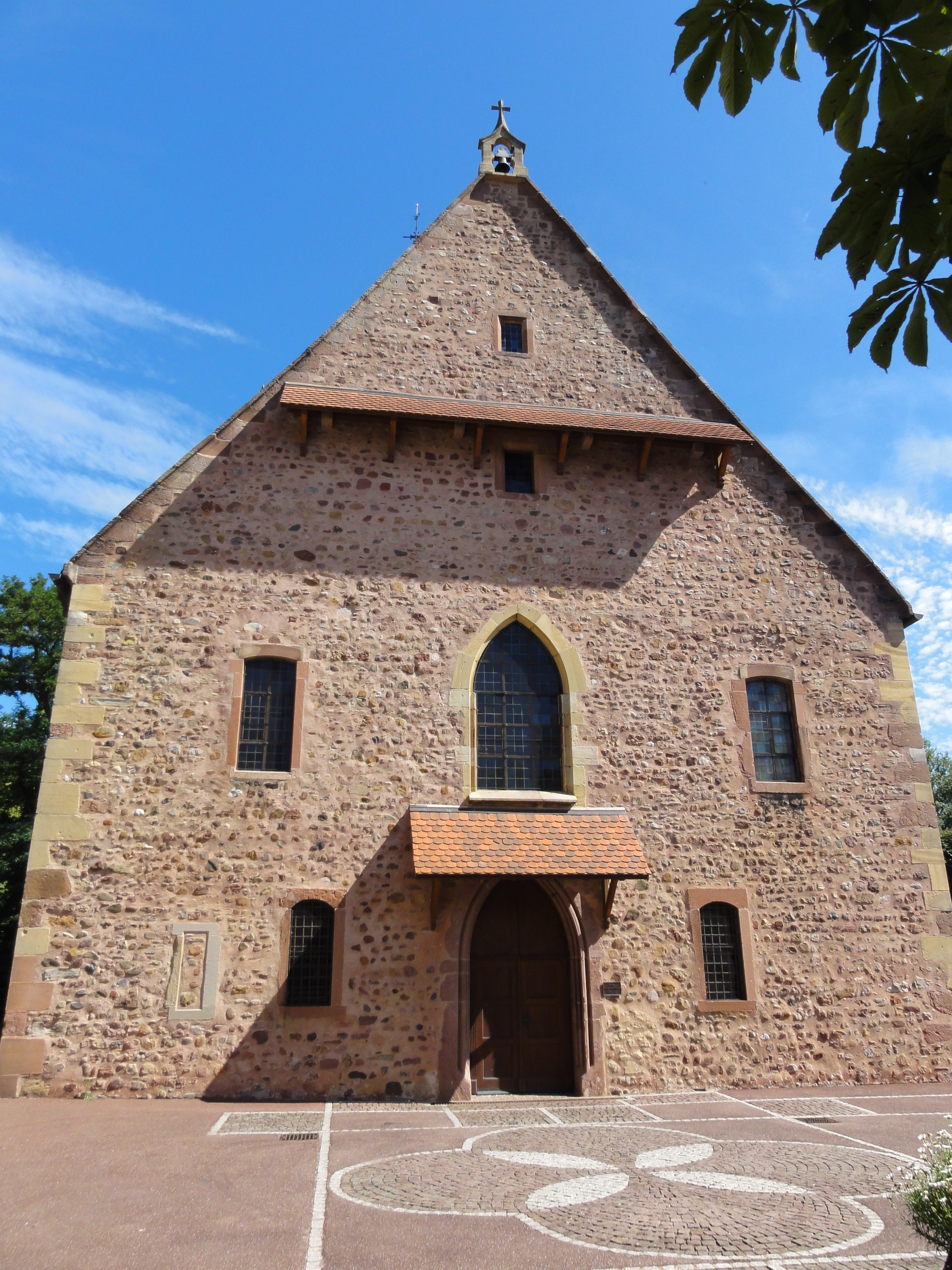
Westliche Giebelseite mit Portal
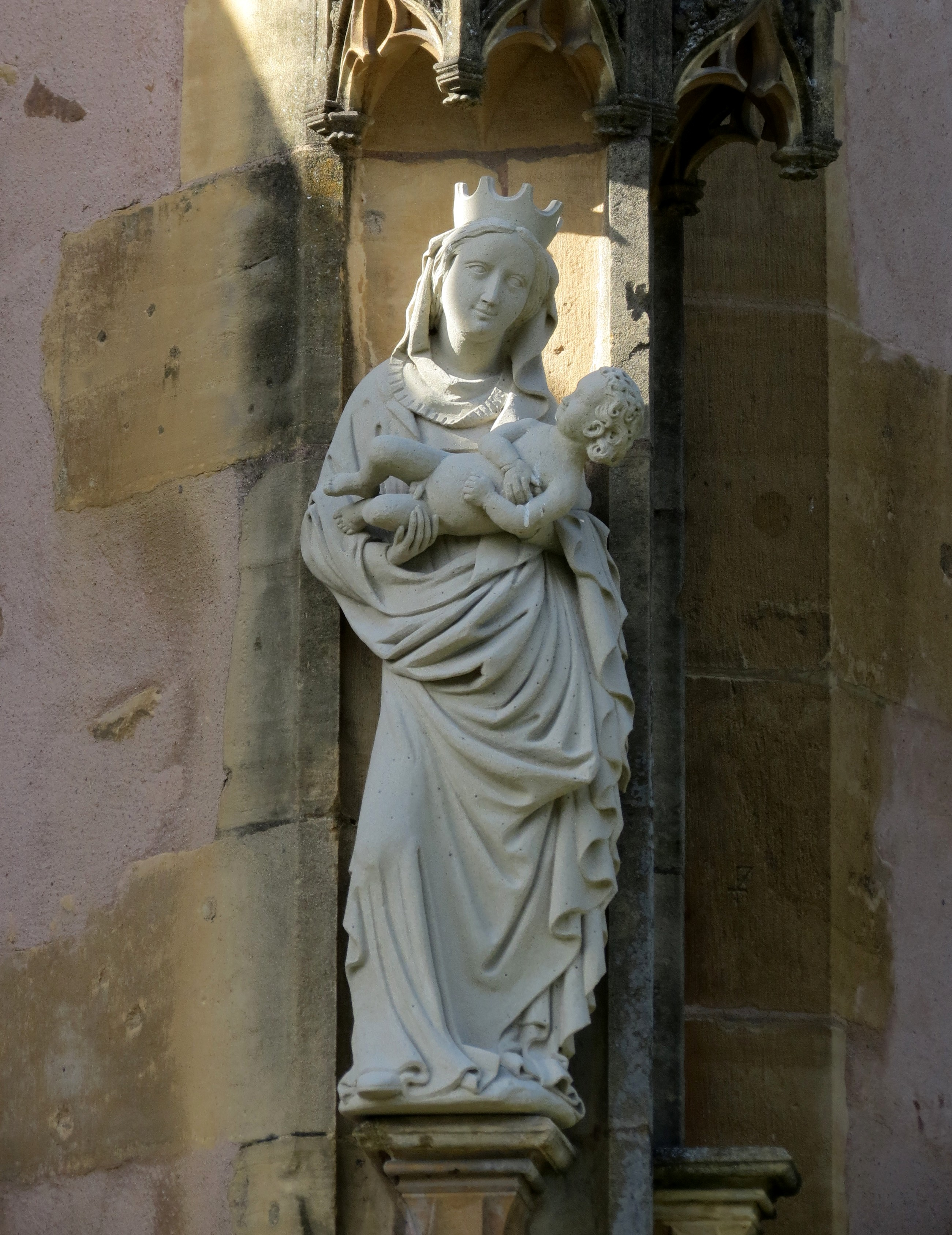
Maria mit Kind auf dem nordöstlichen Strebepfeiler (15. Jh.)
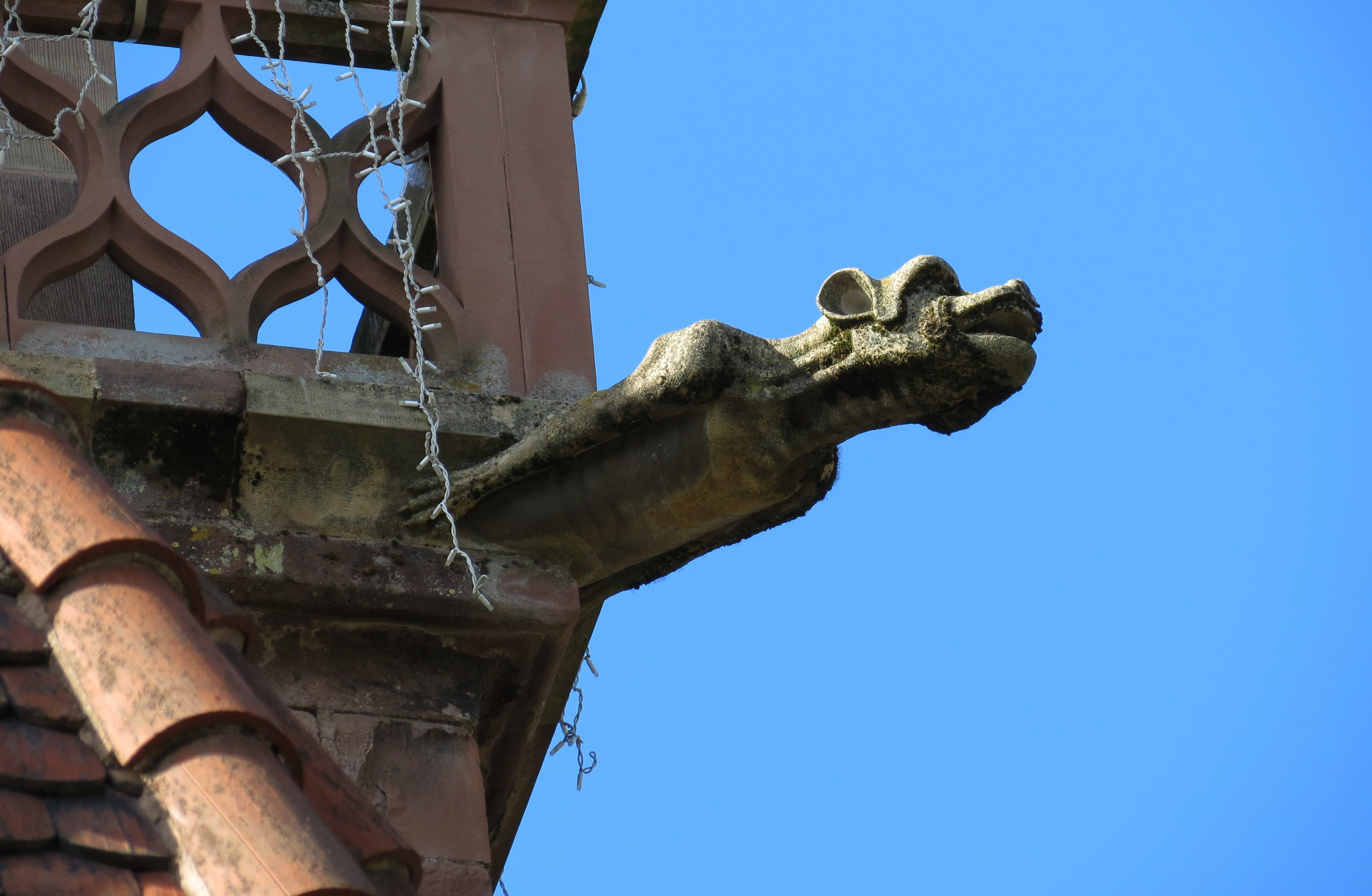
Wasserspeier unter der Maßwerkgalerie des Turms

## Ausstattung
1990 wurden bei Restaurierungsarbeiten an der Südwand des Chorturms die Reste eines Wandgemäldes aus der Zeit um 1320 entdeckt: Es ist ein in Kreisform (3,20 m Durchmesser) angeordneter Liturgischer Kalender, von dem bis heute keine vergleichbaren Beispiele bekannt geworden sind. In sechs konzentrischen Ringen, die sich um einen Engel in der Mitte schließen, sind dargestellt (von innen beginnend): die für jeden Monat typischen Arbeiten in Bildern, die Tage eines Monats (in Ziffern), Bilder der wichtigsten Namenspatrone eines Monats, Buchstaben als Kennzeichen für jeden Wochentag, Bilder der wichtigsten Heiligen eines Monats, Namen dieser Heiligen. Der Kreis ist von einem Quadrat umgeben; in den vier Ecken waren Abbildungen der vier Evangelisten zu sehen, von denen heute nur noch der hl. Matthäus zu erkennen ist.
In der Kirche haben sich auch zwei Bleiglasfenster von der Mitte des 15. Jahrhunderts erhalten, und zwar das zentrale Chorfenster mit der Passion Christi und mit den Wappen von Österreich, der Grafen von Pfirt (heute Ferrette) und von Burgund sowie das Fenster links neben dem Heiligen Grab auf der Nordseite mit Szenen aus dem Marienleben. Dieses mit 1466 bezeichnete Fenster, das mit dem Glasmaler Peter Hemmel von Andlau (um 1420 in Andlau bis 1506 in Straßburg) in Verbindung gebracht wird, gehört zu den kunstvollsten Glasfenstern im Elsass. Es zeigt von links unten nach rechts oben: Die beiden Stifter Jean Müller mit dem hl. Stephanus und Nicolas Wolfach mit dem hl. Hieronymus; Mariä Geburt und Verkündigung des Herrn mit der Wurzel Jesse darunter; Geburt Jesu und Anbetung der Könige; Tod Mariens und Krönung Mariens; zwei Engel mit Weihrauchfass.
Zu den bedeutendsten Werken sakraler Kunst im Elsass gehört das spätgotische Heilige Grab um 1490 an der Nordwand der Kirche. Unter einer aufwendigen Baldachin-Architektur sind drei Personengruppen dargestellt: in der Mitte liegend der Leichnam Jesu Christi mit den durch die Passion erlittenen Wunden (Mitte 15. Jh.); dahinter stehend drei heilige Frauen mit den Salbgefäßen, in ihrer Mitte Maria Magdalena, flankiert von zwei Engeln am Haupt und an den Füßen Jesu (um 1480–90); in der Sockelzone zwei kauernde Soldaten mit Waffen und Helm, der eine dem Betrachter zugewandt und der andere in Rückenansicht (um 1480–90). Im Gewölbe des Baldachins waren ursprünglich verschiedene Wappenschilde angebracht, von denen das Wappen der Stadt Thann (Tanne mit österreichischem Bindenschild) und das Wappen von Kaiser Maximilian I. (HRR) (Adler mit den Insignien von Österreich und Burgund) noch erhalten sind (um 1490).
Aus dem 15. Jahrhundert stammen die Madonna mit Kind auf dem nordöstlichen Strebepfeiler außen („La Vierge du Contrefort“) sowie das spätgotische Sakramentshaus im Chor und zwei Vesperbilder im Langhaus. Die Seitenaltäre und die Kanzel aus Stuckmarmor wurden 1772 von Jean-Baptiste Chaissain geschaffen.
Die Orgel sitzt auf einer hölzernen Empore, die von dem ehemaligen Lettner der Kirche getragen wird. Eine erste Orgel ist zumindest für das Jahr 1711 belegt. 1729 schuf Andreas Silbermann ein neues Instrument, das allerdings in den Wirren der Französischen Revolution verloren ging. Im 19. Jahrhundert wird eine Orgel zwar mehrfach erwähnt, doch ist nicht bekannt, von wem sie geschaffen wurde. Martin Rinckenbach und sein Sohn Joseph bauten dann 1899 eine neue Orgel für die Kirche. 1929 erneuerte Joseph Rinckenbach das Instrument unter Beibehaltung des alten Prospekts, nachdem die Orgel im Ersten Weltkrieg beschädigt worden war. Mehrfach wurde die Orgel im 20. Jahrhundert überholt und verändert. 2005 wurde die Orgel zuletzt von Hubert Brayé überholt.